# Esko Vettenranta
Esko Vettenranta (2 de mayo de 1913 – 20 de mayo de 1989) fue un actor finlandés.

## Biografía
Su nombre completo era Esko Antero Vettenranta, y nació en Víborg, en la actualidad parte de Rusia.
A principios de la década de 1940 acudió a una escuela de cine fundada por la productora Suomen Filmiteollisuus, en la cual se buscaban nuevos actores para trabajar en la empresa dirigida por Toivo Särkkä. En dicha escuela estudiaron también Kyllikki Forssell, Sirkka Sipilä y Teijo Joutsela. 
Vettenranta, que residió gran parte de su vida en Turku, tuvo una significativa carrera en el teatro Kaupunginteatteri de dicha ciudad. Pero, además de por su carrera teatral, fue conocido por su trabajo en películas de Jorma Nortimo y Yrjö Norta. Su trayectoria en el cine se había iniciado en la década de 1940, debutando en 1941 con Kulkurin valssi . En la época interpretó papeles heroicos en cintas como Kyläraittien kuningas (1945), Anna Liisa (1945), Kuudes käsky (1947) y Keittiökavaljeerit (1949), destacando con su primer gran papel en Yrjänän emännän synti (1943). Más adelante actuó también en producciones de Lasse Pöysti. De todos sus papeles quizás el de mayor fama fue el de protagonista en la película Vieras mies (1957), dirigida por Hannu Leminen adaptando una novela de Mika Waltari. 
Vettenranta actuó en películas románticas, dramas y comedias rurales. El actor fue elogiado por la crítica, sobre todo por su trabajo en una película basada en un texto de Minna Canth, Anna Liisa. Fuera de su trayectoria en el cine, Vettenranta estuvo también activo en la pequeña pantalla, trabajando en diferentes producciones televisivas de las décadas de 1970 y 1980.
Además de su faceta como actor, en 1952 Esko Vettenranta grabó para el sello discográfico Sointu 50 canciones, entre ellas “Lago Maggiore”.
Esko Vettenranta falleció en Turku en el año 1989. Desde 1945 había estado casado con la actriz Aija Vilanto.

## Filmografía (selección)
- 1941 : Kulkurin valssi
- 1943 : Yrjänän emännän synti
- 1943 : Tyttö astuu elämään
- 1944 : Suomisen Olli rakastuu
- 1944 : Miesmalli
- 1944 : Ballaadi
- 1945 : Kyläraittien kuningas
- 1945 : Anna Liisa
- 1947 : Kuudes käsky
- 1948 : Läpi usvan
- 1948 : Haaviston Leeni
- 1949 : Keittiökavaljeerit
- 1954 : Opri
- 1957 : Vieras mies
- 1971 : Mareena (serie TV)